# Coupe Shrum
| \| Thunderbirds Clan \| Localisations de l'USF et de l'UCB. |
| Thunderbirds Clan                                           |

La Coupe Shrum (anglais : Shrum Bowl) est un match annuel de football nord-américain entre l'Université Simon Fraser et l'Université de la Colombie-Britannique.
Elle tient son nom de Gordon M. Shrum (en), doyen de l'UCB de 1925 à 1961 et devenu premier chancelier de l'université Simon Fraser de 1964 à 1968.
Pendant ses 45 années d’existence, le match a été joué 34 fois, dont une absence de 12 ans de 2012 à 22.

## Histoire
La Coupe Shrum est décerné pour la première fois le 16 octobre 1967 au Stade de l'Empire (stade occupé par les Lions de la C.-B.) à l'issue du premier match opposant l'Université Simon Fraser et l'UCB. Il est à considérer comme un match amical (ou match d'exposition), parce qu'UCB, membre de l'USIC, pratiquait le football canadien et que l'université Simon Fraser (en compétition avec des universités aux États-Unis) pratiquait le football américain. Simon Fraser gagne le match sur le score de 32-13.
Les matchs de la Coupe Shrum organisés de 1967 à 1971 sont des matchs régis par les lois du football américain. L'Université Simon Fraser remporte quatre des cinq matches. À la suite de ces défaites, l'intérêt des étudiant[e]s pour la Coupe Shrum décline. Le match n'est plus organisé de ce fait jusqu'en 1978,.
La Coupe Shrum VI est encore jouée au Stade de l'Empire en 1978, mais cette fois sous les règlements du football canadien, l'UCB l'ayant réclamé puisque la Coupe Shrum a lieu au Canada. Tous les profits de ce match sont reversés à l'Organisme caritatif Centraide Canada. L'UCB remporte quatre des cinq matches entre 1978 et 1982. Même si la Coupe Shrum est redevenue très populaire dans les Basses-terres continentales, il est toujours difficile de fixer les dates des matchs car les deux universités sont membres de différentes ligues inter-universitaires. Pour ce motif, la rencontre est de nouveau interrompue en 1983.
Le 13 janvier 1987, après que l'USIC ait garanti à l'UCB une semaine de repos en fin de chaque mois de septembre entre 1987 et 1991, le match est de nouveau organisé et se joue au Stade Swangard de Burnaby. Depuis 1987, la Coupe Shrum se déroule alternativement dans les installations des deux universités. Le match perdure jusqu'en 1993.L'année suivante, L'UCB joue deux matchs par semaine et la Coupe Shrum est annulée afin de donner du repos aux joueurs de l'université. En 1995, les deux universités parviennent à un nouvel accord : les règles en vigueur pour le match seront celles du football canadien lorsque joué dans les installations de l'UCB et celles du football américain lorsque joué à l'Université Simon Fraser.
En 2002, l'Université Simon Fraser devient membre de l'USIC. Cet événement marque la fin de l'alternance entre les règles américaines et canadiennes, les membres de l'USIC n'utilisant que celles du football canadien. Les deux équipes participant au même championnat sous l'égide de l'Association sportive universitaire de l'Ouest canadien (ASUOC), la Coupe Shrum devient un match de saison régulière. Cette situation perdure jusqu'en 2009, dernière saison de l'Université Simon Fraser au sein de l'USIC (devenue SIC). En 2010, la NCAA approuve la demande d'adhésion de l'Université Simon Fraser et l'alternance des règles américaines et canadiennes en vigueur pour la coupe Shrum est rétablie. Le dernier match de la Coupe Shrum est joué le 8 octobre 2010 et l'Université Simon Fraser remporte le match avec le score de 27-20.
L'événement revient après 12 ans d'absence le 2 décembre 2022. Les Thunderbirds remportent une victoire de 18 à 17 contre l'équipe SFU, maintenant connue sous le nom de Red Leafs, lors du 34e Shrum Bowl, joué selon les règles américaines au campus Burnaby de SFU. 

## Bilan saison par saison
| Victoires de Simon Fraser |
| Victoires de l'UCB        |

| №.                          | Date       | Résultat                                | Lieu              | Règles    |
| I                           | 1967-10-16 | Clan 32-13 Thunderbirds                 | Stade de l'Empire | Américain |
| II                          | 1968-10-21 | Clan 27-07 Thunderbirds                 | Stade de l'Empire | Américain |
| III                         | 1969-10    | Clan 06-06 Thunderbirds                 | Stade de l'Empire | Américain |
| IV                          | 1970-10-31 | Clan 61-06 Thunderbirds                 | Stade de l'Empire | Américain |
| V                           | 1971       | Clan 42-00 Thunderbirds                 | Stade de l'Empire | Américain |
| Non organisé de 1972 à 1977 |            |                                         |                   |           |
| VI                          | 1978-11-25 | Thunderbirds 22-14 Clan                 | Stade de l'Empire | Canadien  |
| VII                         | 1979-10-19 | Thunderbirds 04-03 Clan                 | Stade de l'Empire | Canadien  |
| VIII                        | 1980-10-17 | Clan 30-03 Thunderbirds                 | Stade de l'Empire | Canadien  |
| IX                          | 1981-11-28 | Thunderbirds 33-01 Clan                 | Stade de l'Empire | Canadien  |
| X                           | 1982-11-27 | Thunderbirds 19-08 Clan                 | Stade de l'Empire | Canadien  |
| Non organisé de 1983 à 1986 |            |                                         |                   |           |
| XI                          | 1987-09-12 | Thunderbirds 14-00 Clan                 | Stade Swangard    | Américain |
| XII                         | 1988-09-10 | Thunderbirds 25-16 Clan                 | Stade Thunderbird | Américain |
| XIII                        | 1989-09-09 | Clan 41-27 Thunderbirds                 | Stade Swangard    | Américain |
| XIV                         | 1990-09-08 | Clan 36-13 Thunderbirds                 | Stade Thunderbird | Américain |
| XV                          | 1991-09-19 | Clan 20-17 Thunderbirds                 | Stade Swangard    | Américain |
| XVI                         | 1992-09-12 | Thunderbirds 39-20 Clan                 | Stade Thunderbird | Américain |
| XVII                        | 1993-09-12 | Thunderbirds 20-17 Clan                 | Stade Swangard    | Américain |
| —                           | 1994-09-10 | Annulé                                  | Stade Thunderbird | Américain |
| XVIII                       | 1995-09-09 | Thunderbirds 29-07 Clan                 | Stade Thunderbird | Américain |
| XIX                         | 1996-09-13 | Clan 25-15 Thunderbirds                 | Stade Thunderbird | Canadien  |
| XX                          | 1997-10-04 | Clan 17-06 Thunderbirds                 | Stade Swangard    | Américain |
| XXI                         | 1998-09-25 | Thunderbirds 11-09 Clan                 | Stade Thunderbird | Canadien  |
| XXII                        | 1999-10-02 | Clan 41-14 Thunderbirds                 | Stade Swangard    | Américain |
| XXIII                       | 2000-10-06 | Thunderbirds 41-28 Clan                 | Stade Thunderbird | Canadien  |
| XXIV                        | 2001-10-04 | Clan 38-13 Thunderbirds                 | Stade Swangard    | Américain |
| XXV                         | 2002-10-04 | Clan 22-12 Thunderbirds                 | Stade Thunderbird | Canadien  |
| XXVI                        | 2003-10-03 | Clan 38-12 Thunderbirds                 | Stade Swangard    | Canadien  |
| XXVII                       | 2004-10-08 | Thunderbirds 42-24 Clan                 | Stade Thunderbird | Canadien  |
| XXVIII                      | 2005-10-06 | Thunderbirds 40ET33 Clan (Prolongation) | Stade Swangard    | Canadien  |
| XXIX                        | 2006-10-07 | Thunderbirds 41-06 Clan                 | Stade Thunderbird | Canadien  |
| XXX                         | 2007-10-06 | Thunderbirds 31-02 Clan                 | Terrain Terry Fox | Canadien  |
| XXXI                        | 2008-10-09 | Clan 20-19 Thunderbirds                 | Stade Thunderbird | Canadien  |
| XXXII                       | 2009 10-17 | Clan 30-01 Thunderbirds                 | Terrain Terry Fox | Canadien  |
| XXXIII                      | 2010-10-08 | Clan 27-20 Thunderbirds                 | Stade Thunderbird | Canadien  |